# El Zapotal (Nueva Providencia)
El Zapotal är en ort i Mexiko.   Den ligger i kommunen Amatenango de la Frontera och delstaten Chiapas, i den sydöstra delen av landet, 900 km sydost om huvudstaden Mexico City. El Zapotal ligger 809 meter över havet och antalet invånare är 357.
Terrängen runt El Zapotal är kuperad åt nordväst, men åt sydost är den bergig. Runt El Zapotal är det ganska tätbefolkat, med 199 invånare per kvadratkilometer. Närmaste större samhälle är Frontera Comalapa, 14,9 km väster om El Zapotal. I omgivningarna runt El Zapotal växer huvudsakligen savannskog.